# Re.2005戰鬥機
Re.2005射手座戰鬥機(意文:Sagittario)是雷賈那於第二次世界大戰時為意大利研製的最後一種戰鬥機，和MC.205和G.55一樣採用德國DB605水冷式發動機，由於大家名字都為5字尾，故又名5系列，當中Re.2005在1943年意大利向盟軍投降時祇生產了48架
Re.2005採用近似橢圓形的機翼，內裡有總容量為525升的4個油箱和由三條翼樑組成一個T字結構，後段機身突然收窄，內裡有氧氣瓶和無線電機，機尾是沿用自Re.2000戰鬥機的大面積尾翼，Re.2005的操制翼面為織物蒙皮而襟翼是全金屬製，主要武裝為3挺德製20毫米口徑MG 151機炮，兩挺在左右機翼內而有一挺在機頭螺旋槳罩內，總載彈量比G.55要少，Re.2005有裝甲座椅和防彈玻璃保護飛行員的安全

## 基本資料
- 乘員:1人
- 機長:8.73米
- 翼展:11米
- 翼面積:20.4平方米
- 機高:3.15米
- 空重:2,600公斤
- 載重:3,610公斤
- 最快速度:628公里/小時
- 航程:980公里
- 昇限:11,500米
- 發動機:DB605水冷式發動機(1,475匹馬力)
- 武裝:機頭2挺12.7毫米口徑SAFAT機槍+螺旋槳罩1挺20毫米口徑MG 151機炮+機翼2挺20毫米口徑MG 151機炮

## 實戰
Re.2005戰鬥機首先被用於拿波里防空戰，1943年4月2日擊落了1架美軍B-24轟炸機，4月28日，1隊由30架B-24和30架戰鬥機組成的美軍機隊又來到拿波里上空，Re.2005創下擊落1架和另外可能擊落4架以及擊傷10架的戰果。
同年7月2日，Re.2005戰鬥機來到西西里島，7月11日至14日，Re.2005戰鬥機擊落了5架英軍噴火戰鬥機而自己也有兩架被擊落，在西西里島的Re.2005最後有1架被美軍擄獲。
在實戰當中發現，Re.2005在高速(660公里/小時)俯衝時會令尾翼出現反操作繼而產生振動損害機身，因此下令禁止用Re.2005作高速俯衝，但在1943年7月曾有1架Re.2005作過980公里/小時的俯衝而無發生失控和機身振動。[來源請求]
當意大利向盟軍投降後Re.2005繼續在德軍當中作戰，有資料說Re.2005曾參加1945年的柏林保衛戰。

## 使用國家
- 義大利
- 納粹德國

## 外部連結
- 意大利Re.2005戰鬥機（页面存档备份，存于）
- 骁 腾 有 如 此--Re.2005“射手座”式战斗机系列（页面存档备份，存于）